# Argyrodes abscissus
Argyrodes abscissus là một loài nhện trong họ Theridiidae.
Loài này thuộc chi Argyrodes. Argyrodes abscissus được Octavius Pickard-Cambridge miêu tả năm 1880.